# Lymanbensonia
Lymanbensonia Kimnach è un genere di piante succulente della famiglia delle Cactacee.

## Tassonomia
Comprende le seguenti specie:
- Lymanbensonia brevispina (Barthlott) Barthlott & N.Korotkova
- Lymanbensonia choquequiraensis Hoxey
- Lymanbensonia crenata (Britton) Doweld
- Lymanbensonia incachacana (Cárdenas) Barthlott & N.Korotkova
- Lymanbensonia micrantha (Vaupel) Kimnach